# Bulbophyllum eublepharum
Bulbophyllum eublepharum là một loài phong lan thuộc chi Bulbophyllum.